# Трбосиље (Лозница)
Трбосиље је насељено место града Лознице у Мачванском округу. Према попису из 2022. било је 206 становника.
У селу се налази Окућница Павловић Јеврема, као заштићено непокретно културно добро.
Овде живи последњи гуслар у Јадру и Рађевини, Мирослав Матић.

## Галерија
- Зграда школе
- Окућница Павловић Јеврема

## Демографија
У насељу Трбосиље живи 282 пунолетна становника, а просечна старост становништва износи 41,9 година (41,9 код мушкараца и 41,7 код жена). У насељу има 108 домаћинстава, а просечан број чланова по домаћинству је 3,26.
Ово насеље је великим делом насељено Србима (према попису из 2002. године), а у последња три пописа, примећен је пад у броју становника.
|  |

| Демографија | Демографија | Демографија |
| Година      | Становника  | Становника  |
| ----------- | ----------- | ----------- |
| 1948.       | 785         |             |
| 1953.       | 796         |             |
| 1961.       | 773         |             |
| 1971.       | 632         |             |
| 1981.       | 476         |             |
| 1991.       | 413         | 413         |
| 2002.       | 352         | 375         |
| 2011.       | 317         |             |
| 2022.       | 206         |             |

| Етнички састав према попису из 2002.‍ | Етнички састав према попису из 2002.‍ | Етнички састав према попису из 2002.‍ | Етнички састав према попису из 2002.‍ | Етнички састав према попису из 2002.‍ |
| ------------------------------------ | ------------------------------------ | ------------------------------------ | ------------------------------------ | ------------------------------------ |
|                                      |                                      |                                      |                                      |                                      |
| Срби                                 | Срби                                 |                                      | 351                                  | 99,71%                               |
| непознато                            | непознато                            |                                      | 1                                    | 0,28%                                |

| Година пописа     | 1948. | 1953. | 1961. | 1971. | 1981. | 1991. | 2002. |
| ----------------- | ----- | ----- | ----- | ----- | ----- | ----- | ----- |
| Број домаћинстава | 125   | 126   | 144   | 135   | 126   | 117   | 108   |

| Број чланова      | 1  | 2  | 3  | 4  | 5 | 6  | 7 | 8 | 9 | 10 и више | Просек |
| ----------------- | -- | -- | -- | -- | - | -- | - | - | - | --------- | ------ |
| Број домаћинстава | 27 | 22 | 17 | 11 | 9 | 14 | 7 | 1 | 0 | 0         | 3,26   |

| Пол    | Укупно | Неожењен/Неудата | Ожењен/Удата | Удовац/Удовица | Разведен/Разведена | Непознато |
| ------ | ------ | ---------------- | ------------ | -------------- | ------------------ | --------- |
| Мушки  | 155    | 44               | 90           | 20             | 1                  | 0         |
| Женски | 142    | 28               | 90           | 24             | 0                  | 0         |
| УКУПНО | 297    | 72               | 180          | 44             | 1                  | 0         |

| Пол    | Укупно                    | Пољопривреда, лов и шумарство | Рибарство                            | Вађење руде и камена | Прерађивачка индустрија       |
| ------ | ------------------------- | ----------------------------- | ------------------------------------ | -------------------- | ----------------------------- |
| Мушки  | 117                       | 90                            | 0                                    | 0                    | 7                             |
| Женски | 76                        | 68                            | 0                                    | 0                    | 1                             |
| УКУПНО | 193                       | 158                           | 0                                    | 0                    | 8                             |
| Пол    | Производња и снабдевање   | Грађевинарство                | Трговина                             | Хотели и ресторани   | Саобраћај, складиштење и везе |
| Мушки  | 1                         | 3                             | 0                                    | 1                    | 1                             |
| Женски | 0                         | 0                             | 3                                    | 0                    | 0                             |
| УКУПНО | 1                         | 3                             | 3                                    | 1                    | 1                             |
| Пол    | Финансијско посредовање   | Некретнине                    | Државна управа и одбрана             | Образовање           | Здравствени и социјални рад   |
| Мушки  | 0                         | 1                             | 2                                    | 1                    | 1                             |
| Женски | 0                         | 0                             | 0                                    | 2                    | 1                             |
| УКУПНО | 0                         | 1                             | 2                                    | 3                    | 2                             |
| Пол    | Остале услужне активности | Приватна домаћинства          | Екстериторијалне организације и тела | Непознато            | Непознато                     |
| Мушки  | 1                         | 0                             | 0                                    | 8                    | 8                             |
| Женски | 0                         | 0                             | 0                                    | 1                    | 1                             |
| УКУПНО | 1                         | 0                             | 0                                    | 9                    | 9                             |